# عیسی قمبر
عیسی قمبر (انگلیسی: Isa Gambar؛ زادهٔ ۲۴ فوریهٔ ۱۹۵۷) سیاستمدار اهل جمهوری آذربایجان و برنده جایزه روزنامه نگار برتر در سال ۲۰۰۳ است.